# 오노가미역
오노가미역(일본어: 小野上駅)은 일본 군마현 시부카와시에 위치한 동일본 여객철도 아가쓰마 선의 철도역이다. 단선 · 섬식의 형태를 합친 2면 3선 구조의 복합 승강장을 갖춘 지상역이다.

## 타는 곳
| 1 | ■ 아가쓰마 선 | 하행 | 나카노조 · 나카노하라쿠사쓰구치 · 만자 · 카자와구치 · 오마에 방면 |
| 2 | ■ 아가쓰마 선 | 상행 | 시부카와 · 신마에바시 · 다카사키 방면                             |

## 이용 현황
| 승차 인원 추이 | 승차 인원 추이 |
| 연도           | 1일 평균       |
| -------------- | -------------- |
| 2002           | 127            |
| 2003           | 125            |
| 2004           | 123            |
| 2005           | 127            |
| 2006           | 119            |
| 2007           | 124            |
| 2008           | 125            |
| 2009           | 134            |
| 2010           | 124            |
| 2011           | 113            |

## 역 주변
- 국도 제353호선
- 아가쓰마 강
- 시부카와 시청 오노가미 종합 지소

## 인접 역
| 동일본 여객철도 아가쓰마 선       | 동일본 여객철도 아가쓰마 선 | 동일본 여객철도 아가쓰마 선 |
| --------------------------------- | --------------------------- | --------------------------- |
| 우바시마 다카사키 · 시부카와 방면 | ■ 아가쓰마 선               | 오노가미온센 오마에 방면    |